# Interscope Records
Interscope Records és una discogràfica que va néixer el 1990, fundada per Jimmy Iovine i Ted Field amb el suport econòmic de Atlantic Records (que posseïa el 50% del segell).
El 1992 Jimmy Iovine va ajudar a Death Row Records finançant i arribant a un acord de distribució amb ells per mitjà de Interscope. Sota la pressió de grups activistes hostils amb el gangsta rap, Atlantic no va tenir més remei que vendre la seva part el 1995.
Interscope, llavors, es va unir a MCA Music Entertainment, rebatejat Universal Music Group en 1996 per Seagram. Després, Death Row va començar el seu enfonsament el 1996, seguit per la mort de Tupac Shakur, i la fundació de Aftermath Entertainment per Dr. Dre, que distribuïa el material per mitjà de Interscope.
El 1998, les noves adquisicions de Seagram, PolyGram, Geffen Records del raper Pharrell, i A&M Records van ser fusionades amb Interscope, i la casa discogràfica va arribar a ser col·lectivament coneguda com a Interscope Geffen A&M Records.